# Funkcja analityczna
Funkcja analityczna na zbiorze {\displaystyle D} – funkcja dająca się rozwinąć w szereg Taylora w otoczeniu każdego punktu należącego do {\displaystyle D.}

## Definicja
Funkcja {\displaystyle f} jest analityczna na zbiorze otwartym {\displaystyle D} w sensie rzeczywistym (zespolonym), jeśli dla każdego punktu {\displaystyle x_{0}} należącego do {\displaystyle D} zachodzi wzór
{\displaystyle f(x)=\sum \limits _{n=0}^{\infty }a_{n}(x-x_{0})^{n},}
gdzie {\displaystyle a} jest ciągiem liczb rzeczywistych (odpowiednio zespolonych), a powyższy szereg jest zbieżny do {\displaystyle f(x)} dla każdego {\displaystyle x} z otoczenia {\displaystyle x_{0}.}

## Własności
- Suma, różnica, iloczyn i złożenie funkcji analitycznych są funkcjami analitycznymi.
- Jeżeli funkcja analityczna nie ma miejsc zerowych, to jej odwrotność jest funkcją analityczną.
- Funkcja odwrotna do funkcji analitycznej, która jest odwracalna i jej pochodna nie ma miejsc zerowych jest funkcją analityczną.

## Przykłady
- Wszystkie wielomiany i funkcje wykładnicze są funkcjami analitycznymi na całej płaszczyźnie zespolonej.
- Funkcje wymierne ciągłe są analityczne w sensie rzeczywistym.
- Logarytm jest analityczny w sensie rzeczywistym. Na płaszczyźnie zespolonej jest nieciągły na niedodatniej półprostej rzeczywistej.

## Funkcje analityczne zmiennej zespolonej
Pojęcie funkcji analitycznej różni się zasadniczo dla funkcji zespolonej. Wiele twierdzeń odnoszących się dla funkcji analitycznych w sensie zespolonym jest nieprawdziwych dla funkcji analitycznych w sensie rzeczywistym. Na przykład biorąc pod uwagę funkcję {\displaystyle f} zdefiniowaną jako
{\displaystyle f(z)={\frac {1}{z^{2}+1}}.}
Według twierdzenia Liouville’a każda funkcja analityczna i ograniczona jest równa stałej, co w przypadku {\displaystyle f} jest fałszem.
Dlatego najczęściej funkcję analityczną w sensie zespolonym nazywa się holomorficzną, jako że każda funkcja analityczna jest nieskończenie wiele razy różniczkowalna. Ponadto jeśli funkcja jest analityczna w sensie zespolonym na całej płaszczyźnie zespolonej, mówi się wtedy o funkcji całkowitej.
Funkcja analityczna (w sensie zespolonym) na {\displaystyle \mathbb {C} } jest rozwijalna w szereg Taylora który jest zbieżny na {\displaystyle \mathbb {C} .} Nie jest to jednak prawdą dla funkcji zmiennej rzeczywistej. Dla przykładu funkcja {\displaystyle f} jest analityczna na {\displaystyle \mathbb {R} ,} lecz nie da się jej rozwinąć w szereg Taylora zbieżny na całym zbiorze {\displaystyle \mathbb {R} .}